# Ecitoninae
Ecitoninae é uma subfamília de formigas, pertencente a família Formicidae. Muitos autores consideram como mais uma tribo de Dorylinae.

## Gêneros
Tribo Cheliomyrmecini
- Gênero Cheliomyrmex

Tribo Ecitonini
- Gênero Eciton
- Gênero Labidus
- Gênero Neivamyrmex
- Gênero Nomamyrmex